# Hans Stöckli
Hans Stöckli (Wattenwil, 12 april 1952) is een Zwitsers politicus voor de Sociaaldemocratische Partij van Zwitserland uit het kanton Bern. In de periode 2019-2020 was hij voorzitter van de Kantonsraad.

## Biografie

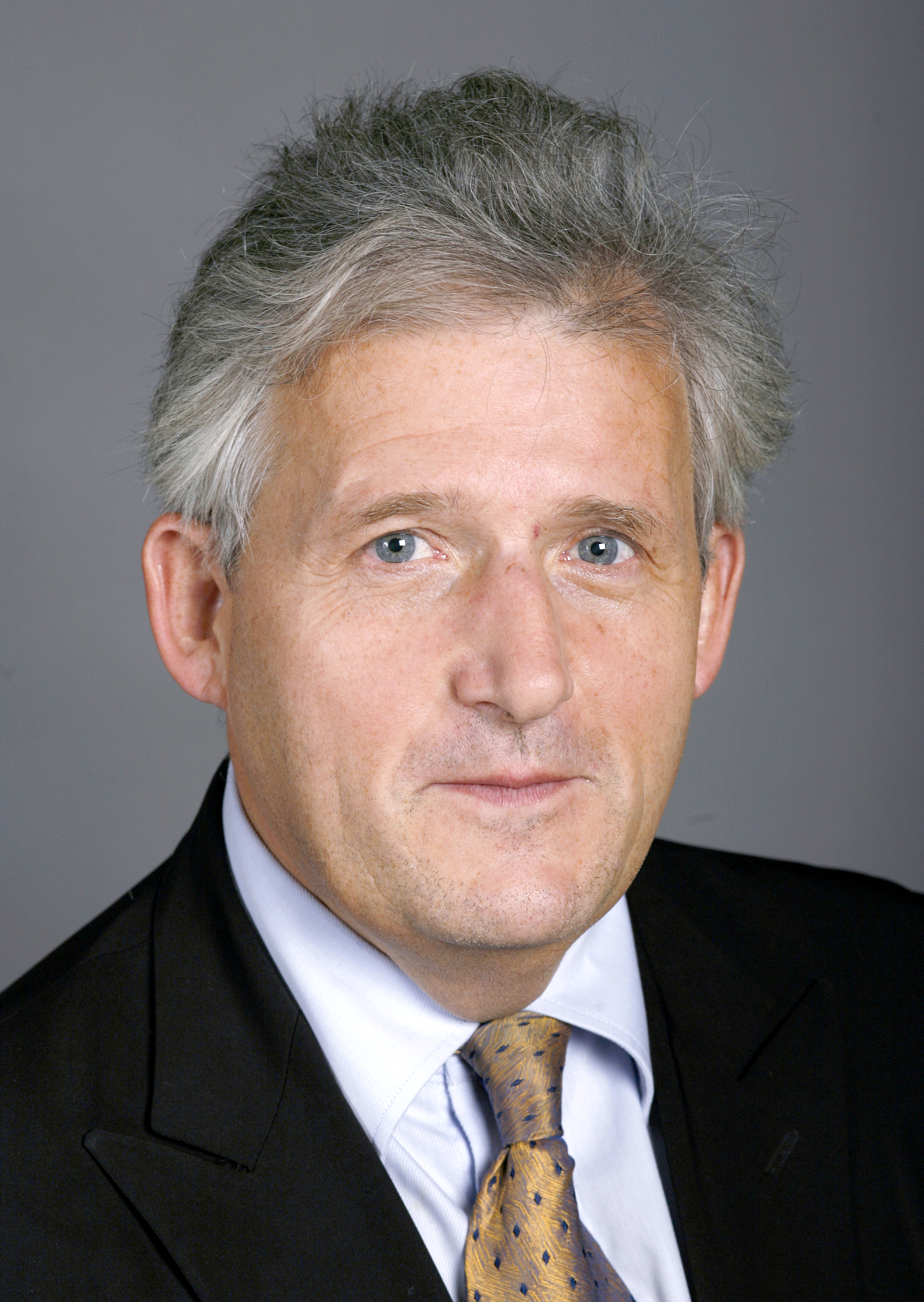
Hans Stöckli in 2007.

Hans Stöckli studeerde rechten en journalistiek in Bern en Neuchâtel. In 1978 werd hij advocaat. Vervolgens was hij van 1981 tot 1990 voorzitter van de rechtbank van Biel/Bienne.
In augustus 1979 werd hij verkozen in de gemeenteraad van Biel/Bienne, die hij zou voorzitten in 1982. Hij werd lid van het stadsbestuur in januari 1985. Nadat hij verschillende malen herverkozen werd, verliet hij in 2010 de gemeentepolitiek om zich ten volle te richten op de Zwitserse nationale politiek.
In 2002 werd hij verkozen in de Grote Raad van Bern. Op 20 september 2004 werd hij lid van de Nationale Raad in opvolging van Rudolf Strahm, met herverkiezing bij de parlementsverkiezingen van 2007 en van van 2011. Op 20 november 2011 werd hij echter in de tweede ronde verkozen in de Kantonsraad als opvolger van Adrian Amstutz. In 2019 werd hij voorzitter van de Kantonsraad. In 2023 kwam hij niet meer op bij de parlementsverkiezingen.